# Раздольное (Волгоградская область)
Раздольное — село в Николаевском районе Волгоградской области России. Административный центр Совхозского сельского поселения.

## География
Село находится в северо-восточной части Волгоградской области, в степной зоне Заволжья, на расстоянии примерно 42 километров (по прямой) к востоку-юго-востоку (ESE) от города Николаевск, административного центра района. Абсолютная высота — 31 метр над уровнем моря.
Часовой пояс
Село Раздольное, как и вся Волгоградская область, находится в часовой зоне МСК (московское время). Смещение применяемого времени относительно UTC составляет +3:00.

## История
В соответствии с Постановлением Волгоградской областной Думы от 28 июля 1994 года «О переименовании отдельных населенных пунктов Совхозского сельского совета Николаевского района Волгоградской области» поселок центральной усадьбы совхоза «Николаевский» был переименован в село Раздольное.

## Население
| 2010 |
| ---- |
| 1451 |

Гендерный состав
По данным Всероссийской переписи населения 2010 года в гендерной структуре населения мужчины составляли 47,6 %, женщины — соответственно 52,4 %.
Национальный состав
Согласно результатам переписи 2002 года, в национальной структуре населения русские составляли 58 %.

## Инфраструктура
В селе функционируют средняя общеобразовательная школа, информационно-досуговый центр, библиотека, фельдшерско-акушерский пункт и отделение Почты России.

## Улицы
Уличная сеть села состоит из 18 улиц.